# Eishockey in Gelsenkirchen
Der EHC Gelsenkirchen ist ein Eishockeyverein aus Gelsenkirchen. Er steht in der Tradition der Vereine Schalker Haie und Gelsenkirchner EC, die schon an der zweit- bzw. dritthöchsten Spielklasse teilnahmen.
Der genaue Vereinsname lautet EHC Gelsenkirchen 2000.

## Geschichte

### ESV Schalker Haie
In der Saison 1984/85 spielte mit dem Verein ESV Schalker Haie erstmals eine Gelsenkirchner Mannschaft höherklassig in der Regionalliga und stieg sofort in die Oberliga Nord auf. Nach dem erneuten Aufstieg in die 2. Bundesliga Nord musste dort der Spielbetrieb wegen finanzieller Probleme eingestellt werden.

### Schalker Haie 87
In der Saison 1987/88 stieg ein neuer Verein Schalker Haie 87 in die Regionalliga West auf und konnte zur Saison 1990/91 in die Oberliga Nord aufsteigen, die bis zur Saison 1993/94 gehalten werden konnte.
Mit der Ligenneueinteilung im Rahmen der Einführung der Deutschen Eishockey Liga zur Saison 1994/95, wurde die Mannschaft der Schalker Haie in die – nunmehr zweitklassige – 1. Liga Nord eingeteilt. In der Saison 1994/95 nahmen die Schalker Haie 87, während des Lockout in der National Hockey League den tschechischen Nationalspieler Jaromír Jágr unter Vertrag. Sein Gehalt konnte durch verschiedene Sponsoren finanziert werden. Jágr absolvierte allerdings lediglich ein Ligaspiel für die Gelsenkirchener und erzielte dabei ein Tor und zehn Assists. Im Sommer 1995 musste der Verein den Spielbetrieb einstellen.

### Gelsenkirchener EC „Schalker Haie“
Als Nachfolgeverein der Schalker Haie 87 wurde der Gelsenkirchener EC „Schalker Haie“ gegründet, dessen Mannschaft zur Saison 1996/97 in die 2. Liga Nord aufstieg.
Nachdem die erreichte Spielklasse zur Saison 1997/98 nicht mehr durchgeführt wurde, spielte die Mannschaft des GEC eine Saison im Landesverband, wo der erneute Aufstieg in die – nunmehr drittklassige – 1. Liga Nord gelang. In der Saison 2000/01 wurde die Mannschaft Ende Oktober 2000 vom Spielbetrieb aus der Oberliga Nord ausgeschlossen und später der Verein aufgelöst. Zeitgleich mit dem EHC Gelsenkirchen wurde versucht mit dem ebenfalls neu gegründeten EC Schalker Haie zur Saison 2002/03 den Seniorenspielbetrieb aufzunehmen, was aber nicht gelang.

### EHC Gelsenkirchen
Der EHC Gelsenkirchen wurde 2000 gegründet, als Folgeverein des Gelsenkirchner EC „Schalker Haie“. Ziel dieser Neugründung war es, der Jugend in Gelsenkirchen die Möglichkeit zu geben, Eishockey zu spielen. Nachdem der Verein in den Jahren 2003 bis 2006 eine Kooperation mit den Revierlöwen Oberhausen einging und damit seine Mannschaften unter dem Oberhausener Namen am Spielbetrieb teilnahmen, ist der Verein seit 2006 nach Kündigung des Kooperationsvertrag durch die Revierlöwen selbständig. Während der Spielzeit 2006/07 spielte die erste Seniorenmannschaft in der – sechstklassigen – Landesliga NRW. Nach einer weniger erfolgreichen Saison wurde der Kader mit erfahrenen und jungen Spielern verstärkt. So kehrten einige der „alten Haie“ wieder nach Gelsenkirchen zurück.
In der Saison 2007/08 hatten die Schalker Haie – die Seniorenmannschaft – ungeschlagen die Meisterschaft in der – sechstklassigen – Landesliga NRW Gruppe B errungen. Anschließend nahm das Team an der Aufstiegsrunde zur Verbandsliga NRW teil. Mit einem zehnten Platz, verfehlte man die Qualifikation für die Verbandsliga NRW und war somit erneut nur für die Landesliga NRW spielberechtigt. Bester Scorer der Mannschaft war der Stürmer Eric Daniels, der in 10 Spielen 27 Punkte erzielen konnte. Zum Ende der Saison löste die Vereinsführung der Schalker Haie die Seniorenmannschaft auf, während die Nachwuchsmannschaften des EHC weiterhin am Spielbetrieb teilnehmen.
Der EHC nimmt aktuell nur noch mit Nachwuchsmannschaften der Altersklassen U7 bis U15 am Spielbetrieb des Eishockeyverbandes NRW teil. Im Seniorenbereich hat der EHC 2 Hobbymannschaften.

## Eisstadion
Der EHC Gelsenkirchen trainiert z. Zt. in der Eishalle Dorsten und trägt seine Heimspiele z. T. in der Eishalle Wesel aus.